# 절대기하학
절대기하학(Absolute geometry)은 유클리드 기하학의 다섯 공준에서 평행선 공준을 제외한 네 공준만을 취한 기하학이다.

## 같이 보기
- 아핀 기하학
- 에를랑겐 프로그램
- 비유클리드 기하학